# NGC 4450
NGC 4450 (другие обозначения — UGC 7594, MCG 3-32-48, ZWG 99.62, VCC 1110, IRAS12259+1721, PGC 41024) — спиральная галактика (Sab) в созвездии Волосы Вероники.
Этот объект входит в число перечисленных в оригинальной редакции «Нового общего каталога».
Является галактикой типа LINER.